# Torsten Jansen
Torsten Jansen (* 23. Dezember 1976 in Adenau) ist ein deutscher Handballtrainer und ehemaliger Handballspieler. Er wurde vorwiegend auf der Linksaußenposition eingesetzt.

## Karriere
Torsten Jansen (Spitzname Toto) spielte ab 2003 beim HSV Hamburg in der ersten deutschen Handball-Bundesliga. Zuvor spielte er bei der SG Solingen und bei der HSG Nordhorn. Er galt zu seiner aktiven Zeit als abwehrstarker Spieler, der deshalb in der Defensive häufig auf der Halbposition eingesetzt wurde.
Er erzielte in 178 Spielen für die deutsche Nationalmannschaft 503 Tore. Beim Gewinn der Handball-WM 2007 war er der sicherste Torschütze: Circa 90 % seiner Torwürfe führten zu Treffern (37 von 41 Würfen). Für diesen Triumph wurde er mit dem Silbernen Lorbeerblatt ausgezeichnet.
Der bis dato für sein faires Spiel bekannte Jansen wurde von der Disziplinarkommission der Handball-Bundesliga im Mai 2013 für ein im Spiel gegen die Füchse Berlin begangenes schweres Foul (Kopfstoß) gegen Ivan Ninčević für zehn Meisterschaftsspiele, längstens zwei Monate für nationale Meisterschaftsspiele der Handball-Bundesliga, gesperrt; zusätzlich wurde gegen Jansen eine persönliche Geldbuße in Höhe von 15.000 Euro verhängt.
Zur Saison 2015/16 wechselte er als Ersatz für Dominik Klein, der aufgrund eines Kreuzbandrisses langfristig ausfiel, zum THW Kiel.
Nach Beendigung seiner Karriere als Spieler am Saisonende 2015/16 ist Jansen seit dem 15. Juli 2016 als Co- und A-Jugend-Trainer beim Handball Sport Verein Hamburg tätig. Am 30. September 2016 gab Jansen beim Handball Sport Verein Hamburg sein Comeback, da aufgrund von Verletzungen mehrere Spieler nicht zur Verfügung standen.
Am 29. März 2017 übernahm Jansen das Traineramt des Handball Sport Verein Hamburg, nachdem Jens Häusler vom Verein freigestellt worden war. Unter seiner Leitung stieg der Handball Sport Verein Hamburg 2021 in die Bundesliga auf.

### Erfolge im Verein
- Deutscher Meister 2011
- Europapokal der Pokalsieger 2007
- DHB-Pokal-Sieger 2006 und 2010
- Supercup-Gewinner 2004, 2006, 2009 und 2010
- Bundesliga-Aufstieg mit der SG Solingen 2000
- EHF Champions League 2013

### Erfolge in der Nationalmannschaft
- 5. bei der Weltmeisterschaft 2009
- 4. bei der Europameisterschaft 2008
- Weltmeister 2007
- Silbermedaille bei Olympia 2004
- Europameister 2004
- Vizeeuropameister 2002

### Bundesligabilanz

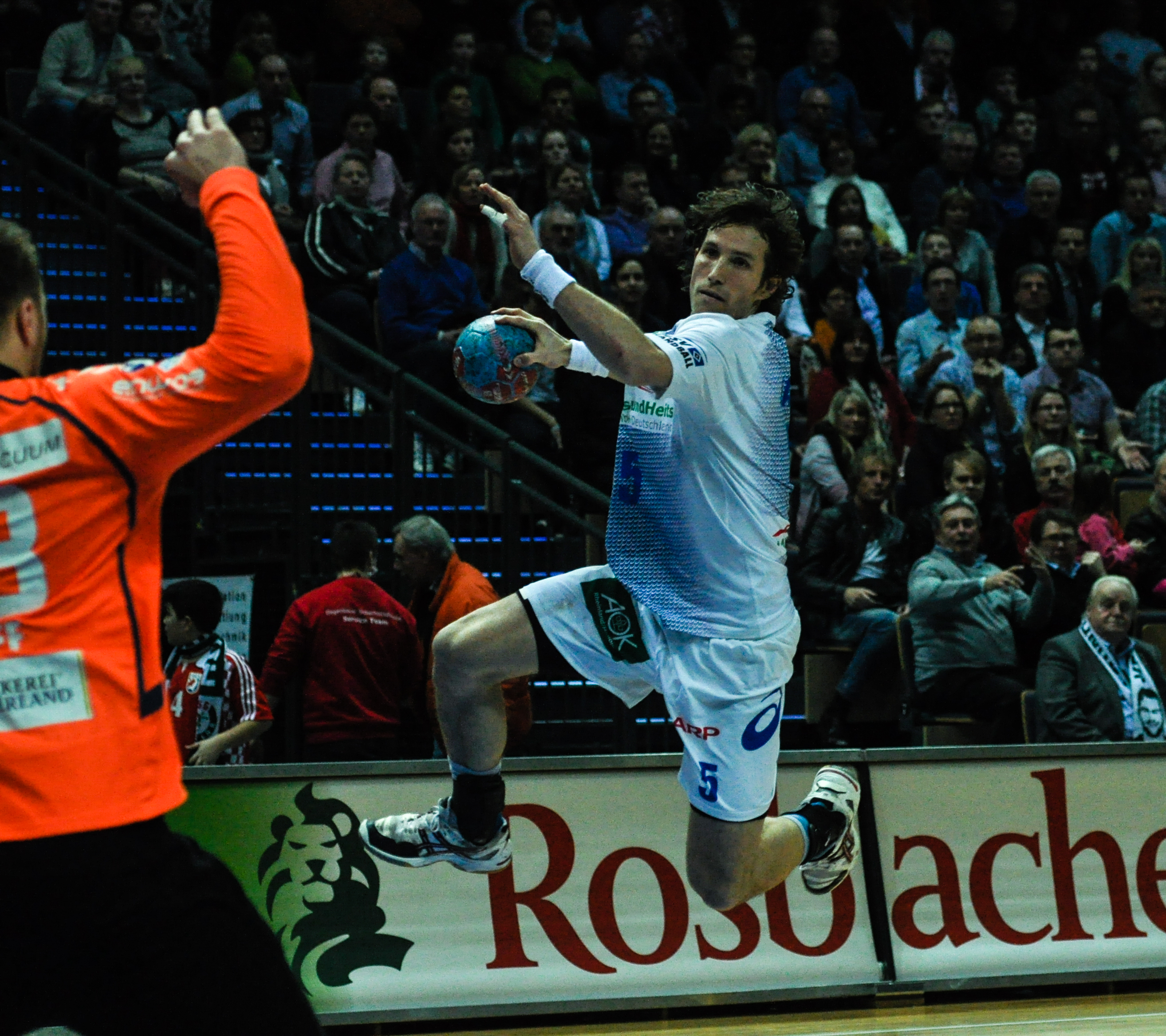
Torsten Jansen am 8. Februar 2014 gegen HSG Wetzlar

| Saison    | Verein       | Spielklasse | Spiele | Tore | 7-Meter | Feldtore |
| --------- | ------------ | ----------- | ------ | ---- | ------- | -------- |
| 2000/01   | SG Solingen  | Bundesliga  | 35     | 150  | 54      | 96       |
| 2001/02   | HSG Nordhorn | Bundesliga  | 34     | 115  | 5       | 110      |
| 2002/03   | HSG Nordhorn | Bundesliga  | 34     | 169  | 44      | 125      |
| 2003/04   | HSV Hamburg  | Bundesliga  | 34     | 178  | 42      | 136      |
| 2004/05   | HSV Hamburg  | Bundesliga  | 34     | 156  | 26      | 130      |
| 2005/06   | HSV Hamburg  | Bundesliga  | 28     | 128  | 28      | 100      |
| 2006/07   | HSV Hamburg  | Bundesliga  | 31     | 122  | 18      | 104      |
| 2007/08   | HSV Hamburg  | Bundesliga  | 25     | 96   | 12      | 84       |
| 2008/09   | HSV Hamburg  | Bundesliga  | 30     | 95   | 17      | 78       |
| 2009/10   | HSV Hamburg  | Bundesliga  | 32     | 96   | 0       | 96       |
| 2010/11   | HSV Hamburg  | Bundesliga  | 34     | 72   | 0       | 72       |
| 2011/12   | HSV Hamburg  | Bundesliga  | 26     | 57   | 0       | 57       |
| 2012/13   | HSV Hamburg  | Bundesliga  | 11     | 10   | 0       | 10       |
| 2013/14   | HSV Hamburg  | Bundesliga  | 28     | 57   | 0       | 57       |
| 2014/15   | HSV Hamburg  | Bundesliga  | 29     | 47   | 6       | 41       |
| 2015/16   | THW Kiel     | Bundesliga  | 2      | 0    | 0       | 0        |
| 2000–2016 | gesamt       | Bundesliga  | 447    | 1548 | 252     | 1296     |

## Privates
Jansen ist gelernter Bankkaufmann und absolviert derzeit ein Studium an der Fernuniversität in Hagen.